# Délimitation maritime

Les zones maritimes du droit international de la mer

Une délimitation maritime a pour objet d'établir les frontières entre les zones maritimes sous la juridiction de deux ou plusieurs États côtiers. C'est aussi le résultat de cette opération (« frontière maritime »).
Les délimitations maritimes sont normalement issues de négociations entre les États intéressés, en suivant les prescriptions du droit international de la mer (fondé essentiellement sur le droit coutumier et la Convention des Nations unies sur le droit de la mer signée à Montego Bay en 1982).
En cas de différend persistant, la délimitation peut être confiée à un tribunal :
- tribunal arbitral, si les parties concernées le souhaitent ;
- sinon, tribunal international (le Tribunal international du droit de la mer ou la Cour internationale de justice).

Les délimitations maritimes peuvent notamment concerner la mer territoriale, le plateau continental ou la zone économique exclusive. Elles sont nécessaires chaque fois que les espaces auxquels deux États peuvent prétendre se chevauchent (par exemple dans le cas d'États côtiers partageant la même frontière terrestre, ou d'États dont les côtes se font face).
Il existe des méthodes théoriques pour tracer les délimitations maritimes (comme la méthode de l'équidistance) ; mais le résultat obtenu par ces méthodes est rarement adopté tel quel, et sert généralement de base aux négociations bilatérales ou multilatérales.

## France
En France, le SHOM est l'organisme de référence pour la diffusion des délimitation maritimes. La France n'a négocié qu'une partie seulement des délimitations concernant ses espaces maritimes notamment en Polynésie, au sud de la Nouvelle Calédonie, dans les Caraïbes, à Cliperton, en Mer du Nord, Manche, dans le sud du golfe de Gascogne et au droit de Monaco. Ainsi, il n'existe pas encore d'accord pour une délimitation de la zone économique exclusive française en Méditerranée (alors qu'il existe dans ces zones des délimitations, au moins partielles, du plateau continental), dans le canal du Mozambique, ou au Nord de la nouvelle Calédonie.
Les délimitations (négociées, ou restant à négocier) concernant la France intéressent trente pays :
- En Europe :
  - Royaume-Uni
  - Belgique
  - Espagne
  - Italie
  - Monaco
- En Amérique :
  - Canada
  - Brésil
  - Suriname
  - Dominique
  - Sainte-Lucie
  - Antigua-et-Barbuda
  - Anguilla
  - Pays-Bas (Saint-Martin) avec Saint-Barthélemy
  - Saint-Christophe-et-Niévès
  - Venezuela
- En Océanie :
  - Australie (avec laquelle la France a ainsi sa frontière maritime la plus longue)
  - Îles Cook
  - Fidji
  - Îles Salomon (Mélanésie)
  - Kiribati
  - Tokelau
  - Samoa
  - Tuvalu
  - Tonga
  - Vanuatu
- En Afrique :
  - Mozambique
  - Madagascar
  - Maurice
  - Seychelles
  - Comores